# 阪急1000形電車 (初代)
阪急1000形電車（はんきゅう1000がたでんしゃ）は、京阪神急行電鉄（現・阪急電鉄）が1954年に導入した電車。阪急初の高性能電車として開発された。単に1000形と呼ばれるほか、系列扱いで1000系と呼ばれることもある。

## 概要
輸送需要の急増を背景に高性能電車の開発が進められていた1950年代、阪急でも1952年に610系620・630形、翌1953年に700系751でカルダン駆動方式の実用試験が行われた。高性能車と呼ばれる最初の車両は営団地下鉄の300形で、他社でも同様の高性能車が多数登場することとなった。阪急でもカルダン駆動の実用試験の結果を踏まえ、1954年11月に阪急初の高性能車として1000形の4両が製造された。
編成は 1000-1001+1002-1003 の4両で、奇数車と偶数車でユニットを組む2両固定編成となった。偶数車には電動発電機（MG）とパンタグラフ、奇数車には空気圧縮機（CP）を搭載し、偶数車がMG車、奇数車がCP車と呼ばれた。この製造により阪急の戦後の新造車両が100両に達し、1002が戦後新造の100両目となった。
当時の高性能車は張殻構造の軽量車体で高加減速の全電動車とする方式が主流であり、1000形もそれに準じた設計となっていた。1000形の実績を踏まえて、神戸線用の1010系と宝塚線用の1100系、京都線用の1300系が量産された。

## 車体
外観は810系に準じた2扉ロングシート車であるが、車体は軽量化のため準張殻構造を採用、全体に丸みを帯びた形状となっている。窓まわりが1段張り出しているが、窓構造は810系の配置・寸法を踏襲しており、戸袋窓以外の側窓は阪急伝統の1段下降窓である。妻面と妻扉のガラスはHゴム支持となった。連結面も広幅貫通路を踏襲した。
屋根上通風器は在来車と同じ箱形の押込式通風器を2列に並べているが、パンタグラフは連結面側に設けられた。
710系・810系と比較して大幅な内外装の一新がなく、後年の2000系登場時ほどの強烈な印象を与える車両にはならなかった。
塗装は、窓回りを白く塗り分けることも検討されていた（検討用の模型でも、そのような塗り分けがなされた）が、当時の和田薫社長からのクレームにより廃案となった。

## 主要機器
主電動機は定格出力75kWの東芝SE-515-Bを4基搭載、主制御器は東芝製MPE系超多段電動カム軸式抵抗制御器のPE-10Bを各車に搭載、歯車比は4.95となった。駆動方式は620・630形での試験成績からWNドライブが採用された。電気機器は920系以来の直流600V・1500Vの双方に対応可能な設計とされた。
パンタグラフと電動発電機は偶数車に、空気圧縮機は奇数車に搭載した。1000形は全電動車方式であり、主制御器は各車に搭載されているが、単独走行はできない。主抵抗器はダクトに納め、抵抗器の排熱を車内に送風する余熱暖房装置を採用しており、暖房使用期間外は強制通風装置として使用される。
台車は軸ばね式の住友金属工業FS-303形が4両分用意されたが、別に日本初のアルストムリンク式軸箱支持機構を採用したFS-305が1002で試用された。FS-305は後に810系872に換装され、1002はFS-303となった。アルストムリンク式台車は軸箱守のない構造の有利さから、阪急では量産車の1010系・1100系から2000・2300系まで継続採用された。
ブレーキは発電制動併用のAMC-D自動空気ブレーキを採用した。

## 製造
1954年に2両ユニット2本の4両がナニワ工機で製造された。
| ← 大阪神戸 → | ← 大阪神戸 → | ← 大阪神戸 → | ← 大阪神戸 → | 竣工       |
| Mc           | Mc           | Mc           | Mc           |            |
| 1000         | 1001         | 1002         | 1003         | 1954年11月 |

## 改造工事等

### 昇圧改造
神戸線の1500V昇圧に伴い、1000形は1968年9月に昇圧改造が実施された。主電動機と主制御器はそのままに、2両の電動車を直列に接続した「おしどり方式」とし、発電ブレーキと余熱暖房は廃止、主抵抗器も強制通風から自然通風に変更された。ブレーキはHSC電磁直通ブレーキとなり、中間乗務員室の主要機器類を撤去して4両固定編成となった。
1000形の制御器は試作要素が強く、他形式との併結も不可能であった。また、ATSや列車無線の装備時には、当時中間に入っていた1001と1002には装備されず、実質的に中間車となった。

### 1010系への編入
1971年に電装解除、運転台撤去、台車交換および3扉化を実施されて付随車化の上で1010系に組み込み、1010-1000-1001-1011と1012-1003-1002-1013の編成で運用されることになった。
1010系と床面高さを揃えるため、台車は京都線の1600系1650形より捻出のFS-311へ全車交換、旧台車は810系の864 - 867に転用されている。

## 運用
新造当初より4両編成で神戸線で運用されたが、昇圧後は今津線に移動した。1010系編成への編入後は宝塚線で使用されていたが、1981年に1012Fが伊丹線に転属したのを皮切りに支線での使用が主体になり、冷房化は実施されず、甲陽線での使用を最後に1984年3月に廃車された。
1000の前頭部が保存されている。

## コラボレーション
2019年7月7日より、人気絵本シリーズ『くまのがっこう』とのコラボレーション企画「えほんトレイン・ジャッキー号」が開始された。展開されたコラボ商品及び絵本には、ラッピングの対象となった1000系（2代）ではなく、本形式が描かれた。キャラクターとのコラボ商品は、基本的に最新の車両が起用される中、引退して久しい車両の起用は初めてとなった。